# Тепавица
Тепавицата, или батан, понякога синонимно валявица, е традиционно занаятчийско съоръжение за последна обработка на готови текстилни изделия.
Работната ѝ част представлява дървено корито, образувано от големи греди, издълбани от вътрешната страна – пълни с вода, където се поставя материалът, най-често от вълна или памук (пояси, шаяци, навои, гайтани, козяци), за степване. В коритото бият големи дървени чукове, всеки от които тежи по над 200 кг. Задвижването на съоръженията в тепавицата става с помощта на горноналивно водно колело – долап, с дървени клетки – кофи, които се пълнят с вода.
Тепавиците по българските земи възникват с подема на текстилното производство. От средата на XIX век в тепавиците започва обработката на гайтани след първо и второ багрене.
Тепането на готовите продукти от вълна и памук е последният, завършващ етап от текстилното производство. То има за цел чрез степване да уплътни и заздрави произведените готови изделия.
Шаяците се обработват от 12 до 14 часа, поясите и навоите – 7, а гайтанът от 2 до 4 часа. Технологичният процес включва намятване, разрязване, което се прави от 2 до 3 пъти. Това изисква непрекъснат контрол от майстора, който преценява кога да обърне платовете или да спре обработката. Когато материалът е готов, преди простиране се нанася т.нар. тепавичарско писмо, с което се обозначава цената на услугата.
Процеса на омекотяване на вълнени одеяла, губери, шаяци се нарича валяне, което се извършва не само в тепавица, но и в бара, като одеялата или губерите се оставят да се валят във водата цяла нощ или повече, при което вълната омеква и става нежна и пухкава, а размерът на изделията намалява и затова трябва те да са изработени предварително с по-голям размер.
Барата представлява дървено съоръжение, с дълъг, конусовиден наклонен улей, изработен от дървени дъски, метални обръчи около дъските от неръждаем метал, като по-широката част на улея е нагоре, която стига до вада с вода, обикновено се слага и решетка в горния край на улея, за да не навлизат едри предмети от вадата, водата. В средата на улея, от едната страна(ляво или дясно) има дървена канела, която, когато се отвори се вижда нивото на водата и силата на водната струя, може да бъде и просто дупка и парче дърво, запушващо дупката, което се вади и поставя, дупката се прави с диаметър около 3,5 см. – 4 см.
В долната по-тясна част на улея има дървена дъска с дупка в горната част на дъската и се поставя перпендикулярно по специален начин малко преди края на улея, като част от дъската влиза в улея, а тази с дупката е навън, с  прът от метал или от твърдо дърво, който се вкарва в дупката и се издърпва нагоре или с широк чук се набива надолу, така се регулира количеството вода и силата на удара на водната струя. До мястото където дъската влиза в улея се слагат и две малки дебели дъски до мястото на влизане и излизане на дъската с дупката. Самата бара, където се спуска водата, представлява също конус, изработен от дъски, като се правят малки декоративни отвори между дъските, за да може водата да се сменя непрекъснато, а в долната част, на дъното на барата се слагат речни, обли камъни.
Около барата се изгражда и втора вада, където излиза водата, изгражда се и каменна стена, място за вадене на изпраните вещи, на което се поставя и дървена скара, място за мръсните вещи, място за сядане на хора, може също да бъде изградено от камък. инструмента с който се вади прането се нарича кука и представлява дълъг дървен прът, като в горния край е във вид на кука с ъгъл от около 20°- 30°.
Това не е оригинален вариант на истинска, стара бара, но изглежда приблизително така – https://www.youtube.com/watch?v=aVXpz9uBGfc,
В Архитектурно-етнографски комплекс „Етър“ в Габрово има действаща тепавица от средата на XIX век. Тя е примитивно съоръжение за механична обработка на вълнени домашни платове и гайтан. След извършената обработка, наричана степване, материалът става по-плътен.